# 靈犬萊西
《靈犬萊西》（英語：Lassie Come-Home），也稱為《萊西回家》，香港譯《神犬拉西》，是英國小說家瑞克·奈特（Eric Knight）創作的長篇小說，1940年出版。內容提到一隻名叫萊西的蘇格蘭牧羊犬長途跋涉，回到牠喜歡的小男孩身邊之故事。這部小說多次改編為電影及動畫。

## 故事情節
故事发生在20世纪30年代英格兰东北部的约克郡，第二次世界大战前夕那段艰难的岁月里，小男孩乔的一家的生活非常艰难，但有非常一隻純種蘇格蘭牧羊犬萊西來陪他，莱西每天下午都准时出现在乔的校门口接乔放学。因為主人乔的父亲山姆處於失业危機而不得不把牠賣給公爵，使得一家人原本單純快樂的生活起些變化。
到放学时间，被关在养狗场铁笼子里的莱西焦急地要去见乔，牠趁管理员不注意刨洞逃到学校。乔见到莱西喜出望外怕莱西回家会被送回公爵的养狗场，就带着莱西躲藏到山洞里促使管理员找上门来，爸爸找到乔让他把莱西送回公爵的养狗场。乔含泪和莱西告别告诉牠：“你已经不再跟我们在一起了。”，几天后公爵把莱西送至幾百英里外苏格兰的庄园。
莱西思念乔，也受不了養犬師的虐待下，公爵孙女帮助牠逃走踏上回家的征途，莱西在风雨兼程躲过猎人的枪口和捕狗者的绳套，忍饥挨饿跋山涉水，牠歷盡千辛萬苦终于从苏格兰回到约克郡與乔重聚。山姆被莱西的忠诚和坚韧所感动，“牠这么想我们的孩子身邊和我们的家，我们就把牠留下來吧”。公爵和他的孙女发现回家的莱西，为了让莱西能继续留在乔的家里，佯装没有认出牠，还邀请山姆到养狗场当管理员，解决他们家的生活困难。

## 外幣連結
- Lassie Come-Home  - 古滕堡分布式校对（加拿大）